# Дёмино (Пермский район)
Дёмино — деревня в Пермском районе Пермского края России. Входит в состав Пермского муниципального округа.

## География
Расположен в пригородной зоне краевого центра г. Перми.
Географическое положение
Расположена примерно в 3 км к юго-востоку от деревни Горшки.

## История
Деревня вошла в состав муниципального образования «Заболотское сельское поселение» согласно Закону Пермской области от 1 декабря 2004 года № 1868—402 «Об утверждении границ и о наделении статусом муниципальных образований Пермского района Пермского края».
В 2008 году была упразднена как фактически прекратившая существование и исключена из данных административно-территориального устройства вместе с постоянно проживающим в ней населением. В связи с этим в переписи 2010 года деревня отсутствует.
В 2013 году по требованию прокуратуры края восстановлена в учётных данных.
С 2023 года входит в состав Пермского муниципального округа.

## Население
| 2002 |
| ---- |
| 2    |

## Инфраструктура
Личное подсобное хозяйство.

## Транспорт
Проходит автодорога регионального значения 57К-0014 «Пермь — Усть-Качка».
Остановка общественного транспорта «Дёмино».

## Топографические карты
- Лист карты O-40-76 Юго-камский. Масштаб: 1 : 100 000. Состояние местности на 1983 год. Издание 1984 г.